# Seksan Ratree
Seksan Ratree (thailändisch เสกสรรค์ ราตรี, * 14. März 2003 in Suphanburi), auch als Golf bekannt, ist ein thailändischer Fußballspieler.

## Karriere

### Verein
Seksan Ratree erlernte das Fußballspielen in der Jugendmannschaft von Leicester City im englischen Leicester sowie in der Jugend von Buriram United. Die Saison 2021/22 wurde der Jugendspieler an den Drittligisten Angthong FC verliehen. Mit dem Verein aus Ang Thong spielte er zweimal in Western Region der Liga. Nach der Ausleihe kehrte er nach Buriram zurück.
Hier unterschrieb er am 1. Juni 2022 auch seinen ersten Vertrag. Der Verein aus Buriram spielt in der ersten thailändischen Liga. Sein Erstligadebüt gab Thawatchai Inprakhon am 7. Mai 2023 (29. Spieltag) im Auswärtsspiel gegen den Ratchaburi FC. Bei dem 1:1-Unentschieden wurde er in der 89. Minute für Ratthanakorn Maikami eingewechselt. Am Ende der Saison feierte er mit Buriram die thailändische Meisterschaft. In seiner ersten Profisaison bestritt er zwei Erstligaspiele. Am 20. Mai 2023 stand er mit Buriram im Endspiel des Thai League Cup. Das Finale wurde mit 2:0 gegen den Erstligisten BG Pathum United FC gewonnen. Im gleichen Monat, am 28. Mai, gewann er mit Buriram den thailändischen Pokal. Im Finale bezwang man den Erstligisten Bangkok United mit 2:0. 2024 wurde er mit Buriram zum zweiten Mal thailändischer Meister. Am 18. August 2024 erzielte Seksan beim 4:2-Heimsieg gegen Bangkok United seinen ersten Ligatreffer und einen Monat später war er beim ASEAN Club Championship in der Gruppenphase gegen Kaya FC-Iloilo (7:0) erneut als Torschütze erfolgreich. Mit dem U23-Team von Buriram nahm er 2024 an der U23-Meisterschaft teil. Hier belegte man am Ende der Spielzeit den zweiten Tabellenplatz. Am Ende der Saison 2024/25 feierte er seine dritte Meisterschaft. Im Mai 2025 gewann er mit Buriram die ASEAN Club Championship. Hier konnte man sich gegen den vietnamesischen Vertreter Công An Hà Nội FC in zwei Endspielen durchsetzen. Am 24. Mai 2025 stand er mit Buriram im Finale des FA Cups, das man mit 3:2 gegen den Erstligisten Muangthong United gewann. Eine Woche später stand er mit dem Verein im Finale des Thai League Cup. Hier schlug man im BG Stadium den Erstligisten Lamphun Warriors FC mit 2:0. Im Sommer 2025 wechselte Ratree auf Leihbasis zum ebenfalls in der ersten Liga spielenden Rayong FC.

### Nationalmannschaft
Seksan Ratree spielte 2022 sechsmal in der thailändischen U19-Nationalmannschaft und bisher acht Partien für die U23-Nationalmannschaft. Mit der U19 nahm er an der AFF U19-Youth Championship in Indonesien teil. Mit dem Team belegte er den vierten Platz. Mit der U23 spielte er bei der AFF U-23 Championship in Kambodscha. Hier unterlag man im Finale mit 0:1 der Elf von Vietnam. Sein Debüt in der A-Nationalmannschaft gab er am 14. November 2024 in einem Freundschaftsspiel gegen den Libanon. Bei dem 0:0-Unentschieden im Thammasat Stadium in der Provinz Pathum Thani wurde er in der 76. Minute für Akarapong Pumwisat eingewechselt. Drei Tage später traf der Mittelfeldakteur an gleicher Stätte im Testspiel gegen Laos (1:1) auch erstmals für die Auswahl.

## Erfolge

### Verein
Buriram United
- Thailändischer Meister: 2022/23, 2023/24, 2024/25
- Thailändischer Ligapokalsieger: 2022/23, 2024/25
- Thailändischer Pokalsieger: 2022/23, 2024/25
- ASEAN Club Championship-Sieger: 2024/25

Buriram United U23
- Thailändischer U23-Vizemeister: 2024

### Nationalmannschaft
Thailand U23
- AFF U-23 Championship: 2022 (2. Platz)